# Traian, Bacău
Traian là một xã thuộc hạt Bacău, România. Dân số thời điểm năm 2002 là 4721 người.